# Montegranaro
Montegranaro (connue au Moyen Âge comme Veregra ou Beregra; en dialecte : Montegranà) est une commune italienne d'environ 12 800 habitants, située dans la province de Fermo, dans la région des Marches, en Italie centrale.

## Administration
| Période                                  | Période | Identité | Étiquette | Qualité |
| ---------------------------------------- | ------- | -------- | --------- | ------- |
|                                          |         |          |           |         |
| Les données manquantes sont à compléter. |         |          |           |         |

### Communes limitrophes
Monte San Giusto, Monte San Pietrangeli, Monte Urano, Montecosaro, Morrovalle, Sant'Elpidio a Mare, Torre San Patrizio

## Jumelages
- Oppeano (Italie)
- Aiello del Sabato (Italie)